# Campeonato de la WAFF 2012
El Campeonato de la WAFF 2012 fue la séptima edición del Campeonato de la WAFF, torneo de fútbol a nivel de selecciones nacionales organizado por la Federación de Fútbol del Oeste de Asia (WAFF). Se llevó a cabo en Kuwait y contó con la participación de 11 seleccionados nacionales masculinos.
Siria se consagró campeón del torneo tras vencer en la final a su par de Irak por 1-0.

## Sede
Kuwait, cuya selección era casualmente la defensora del título, fue elegida como la sede de la competición. El país presentó dos estadios para la disputa de los partidos.
| Kuwait City                 | Kuwait City Al Farwaniyah | Al Farwaniyah                 |
| --------------------------- | ------------------------- | ----------------------------- |
| Al-Sadaqua Walsalam Stadium | Kuwait City Al Farwaniyah | Ali Al-Salem Al-Sabah Stadium |
| Capacidad: 21,500           | Kuwait City Al Farwaniyah | Capacidad: 10,000             |
|                             | Kuwait City Al Farwaniyah |                               |

## Formato
Las 11 selecciones participantes fueron divididas en 3 grupos, dos conformados por 4 equipos y uno por solo 3. Dentro de cada grupo, las selecciones se enfrentaron bajo el sistema de todos contra todos, a una sola rueda. Los puntos se computaron a razón de 3 —tres— por partido ganado, 1 —uno— en caso de empate y 0 —cero— por cada derrota.
Las selecciones ubicadas en la primera posición en la tabla de posiciones final de cada grupo y la mejor de todas las ubicadas en la segunda posición avanzaron a las semifinales. Las llaves de dicha instancia se establecieron a fin de evitar que los dos equipos procedentes de la misma zona se enfrentaran entre sí. Los cruces se disputaron en un solo partido. Los ganadores se cruzaron en la final, cuyo vencedor se consagró campeón.

## Equipos participantes
En cursiva los equipos debutantes.
| Equipos participantes | Equipos participantes | Equipos participantes | Equipos participantes |
| --------------------- | --------------------- | --------------------- | --------------------- |
| Arabia Saudita        | Irán                  | Líbano                | Siria                 |
| Baréin                | Jordania              | Omán                  | Yemen                 |
| Irak                  | Kuwait                | Palestina             |                       |

## Fase de grupos
- Los horarios son correspondientes a la hora de Kuwait (UTC+3:00).

### Grupo A
| Pos. | Equipo     | Pts. | PJ | G | E | P | GF | GC | Dif. | Clasificación |
| ---- | ---------- | ---- | -- | - | - | - | -- | -- | ---- | ------------- |
| 1    | Omán       | 6    | 3  | 2 | 0 | 1 | 4  | 2  | +2   | Semifinales   |
| 2    | Kuwait (H) | 6    | 3  | 2 | 0 | 1 | 4  | 4  | 0    |               |
| 3    | Palestina  | 3    | 3  | 1 | 0 | 2 | 3  | 4  | −1   |               |
| 4    | Líbano     | 3    | 3  | 1 | 0 | 2 | 2  | 3  | −1   |               |

 Fuente: 
| 8 de diciembre de 2012 | Kuwait                          | 2:1 (2:1) | Palestina    | Estadio Al-Sadaqua Walsalam, Ciudad de Kuwait                       |                                                                     |
| 17:25 AST (UTC+3:00)   | Nasser 2' · Al-Mutawa 6' (pen.) | Reporte   | Nu'man 45+1' | Asistencia: 1 500 espectadores Árbitro(s): Ali Sabah Adday Al-Qaysi | Asistencia: 1 500 espectadores Árbitro(s): Ali Sabah Adday Al-Qaysi |

| 8 de diciembre de 2012 | Omán | 0:1 (0:1) | Líbano     | Estadio Ali Al-Salem Al-Sabah, Al Farwaniyah                      |                                                                   |
| 19:30 AST (UTC+3:00)   |      | Reporte   | Haidar 11' | Asistencia: 2 000 espectadores Árbitro(s): Abdulla Hassan Mohamed | Asistencia: 2 000 espectadores Árbitro(s): Abdulla Hassan Mohamed |

| 11 de diciembre de 2012 | Kuwait | 0:2 (0:2) | Omán            | Estadio Al-Sadaqua Walsalam, Ciudad de Kuwait                |                                                              |
| 17:25 AST (UTC+3:00)    |        | Reporte   | Qasim 36' 45+2' | Asistencia: 1 400 espectadores Árbitro(s): Nasser Al-Ghafari | Asistencia: 1 400 espectadores Árbitro(s): Nasser Al-Ghafari |

| 11 de diciembre de 2012 | Líbano | 0:1 (0:0) | Palestina      | Estadio Ali Al-Salem Al-Sabah, Al Farwaniyah            |                                                         |
| 19:30 AST (UTC+3:00)    |        | Reporte   | Abugharqud 74' | Asistencia: 2 000 espectadores Árbitro(s): Ko Hyung-Jin | Asistencia: 2 000 espectadores Árbitro(s): Ko Hyung-Jin |

| 14 de diciembre de 2012 | Kuwait                 | 2:1 (1:0) | Líbano   | Estadio Al-Sadaqua Walsalam, Ciudad de Kuwait                       |                                                                     |
| 17:25 AST (UTC+3:00)    | Nasser 8' · Khamis 79' | Reporte   | Atwi 61' | Asistencia: 4 000 espectadores Árbitro(s): Ali Sabah Adday Al-Qaysi | Asistencia: 4 000 espectadores Árbitro(s): Ali Sabah Adday Al-Qaysi |

| 14 de diciembre de 2012 | Omán                     | 2:1 (2:1) | Palestina  | Estadio Ali Al-Salem Al-Sabah, Al Farwaniyah         |                                                      |
| 17:25 AST (UTC+3:00)    | Al-Seyabi 5' · Qasim 34' | Reporte   | Zatara 40' | Asistencia: 500 espectadores Árbitro(s): Minoru Tojo | Asistencia: 500 espectadores Árbitro(s): Minoru Tojo |

### Grupo B
| Pos. | Equipo         | Pts. | PJ | G | E | P | GF | GC | Dif. | Clasificación |
| ---- | -------------- | ---- | -- | - | - | - | -- | -- | ---- | ------------- |
| 1    | Baréin         | 7    | 3  | 2 | 1 | 0 | 2  | 0  | +2   | Semifinales   |
| 2    | Irán           | 5    | 3  | 1 | 2 | 0 | 2  | 1  | +1   |               |
| 3    | Arabia Saudita | 4    | 3  | 1 | 1 | 1 | 1  | 1  | 0    |               |
| 4    | Yemen          | 0    | 3  | 0 | 0 | 3 | 1  | 4  | −3   |               |

 Fuente: 
| 9 de diciembre de 2012 | Irán | 0:0     | Arabia Saudita | Estadio Al-Sadaqua Walsalam, Ciudad de Kuwait          |                                                        |
| 17:25 AST (UTC+3:00)   |      | Reporte |                | Asistencia: 1 200 espectadores Árbitro(s): Minoru Tojo | Asistencia: 1 200 espectadores Árbitro(s): Minoru Tojo |

| 9 de diciembre de 2012 | Baréin         | 1:0 (0:0) | Yemen | Estadio Ali Al-Salem Al-Sabah, Al Farwaniyah         |                                                      |
| 19:30 AST (UTC+3:00)   | Okwunwanne 87' | Reporte   |       | Asistencia: 150 espectadores Árbitro(s): Ali Sabbagh | Asistencia: 150 espectadores Árbitro(s): Ali Sabbagh |

| 12 de diciembre de 2012 | Irán | 0:0     | Baréin | Estadio Al-Sadaqua Walsalam, Ciudad de Kuwait               |                                                             |
| 17:25 AST (UTC+3:00)    |      | Reporte |        | Asistencia: 1 000 espectadores Árbitro(s): Banjar Al-Dosari | Asistencia: 1 000 espectadores Árbitro(s): Banjar Al-Dosari |

| 12 de diciembre de 2012 | Yemen | 0:1 (0:1) | Arabia Saudita | Estadio Ali Al-Salem Al-Sabah, Al Farwaniyah                 |                                                              |
| 19:30 AST (UTC+3:00)    |       | Reporte   | Otayf 39'      | Asistencia: 1 000 espectadores Árbitro(s): Masoud Tufayelieh | Asistencia: 1 000 espectadores Árbitro(s): Masoud Tufayelieh |

| 15 de diciembre de 2012 | Irán                       | 2:1 (1:1) | Yemen           | Estadio Al-Sadaqua Walsalam, Ciudad de Kuwait        |                                                      |
| 17:25 AST (UTC+3:00)    | O. Nazari 41' · Karimi 53' | Reporte   | Al-Worafi 45+1' | Asistencia: 500 espectadores Árbitro(s): Ali Sabbagh | Asistencia: 500 espectadores Árbitro(s): Ali Sabbagh |

| 15 de diciembre de 2012 | Baréin         | 1:0 (0:0) | Arabia Saudita | Estadio Ali Al-Salem Al-Sabah, Al Farwaniyah               |                                                            |
| 17:25 AST (UTC+3:00)    | Okwunwanne 77' | Reporte   |                | Asistencia: 200 espectadores Árbitro(s): Nasser Al-Ghafari | Asistencia: 200 espectadores Árbitro(s): Nasser Al-Ghafari |

### Grupo C
| Pos. | Equipo   | Pts. | PJ | G | E | P | GF | GC | Dif. | Clasificación |
| ---- | -------- | ---- | -- | - | - | - | -- | -- | ---- | ------------- |
| 1    | Siria    | 4    | 2  | 1 | 1 | 0 | 3  | 2  | +1   | Semifinales   |
| 2    | Irak     | 4    | 2  | 1 | 1 | 0 | 2  | 1  | +1   | Semifinales   |
| 3    | Jordania | 0    | 2  | 0 | 0 | 2 | 1  | 3  | −2   |               |

 Fuente: 
| 10 de diciembre de 2012 | Irak      | 1:0 (0:0) | Jordania | Estadio Ali Al-Salem Al-Sabah, Al Farwaniyah          |                                                       |
| 17:25 AST (UTC+3:00)    | Ahmad 62' | Reporte   |          | Asistencia: 1 600 espectadores Árbitro(s): Ali Shaban | Asistencia: 1 600 espectadores Árbitro(s): Ali Shaban |

| 13 de diciembre de 2012 | Siria        | 1:1 (0:1) | Irak                | Estadio Al-Sadaqua Walsalam, Ciudad de Kuwait                     |                                                                   |
| 17:25 AST (UTC+3:00)    | Al Douni 48' | Reporte   | Al Masri 11' (a.g.) | Asistencia: 1 300 espectadores Árbitro(s): Abdulla Hassan Mohamed | Asistencia: 1 300 espectadores Árbitro(s): Abdulla Hassan Mohamed |

| 16 de diciembre de 2012 | Jordania        | 1:2 (1:0) | Siria            | Estadio Al-Sadaqua Walsalam, Ciudad de Kuwait           |                                                         |
| 17:25 AST (UTC+3:00)    | Bani Attiah 22' | Reporte   | Al Douni 62' 82' | Asistencia: 3 000 espectadores Árbitro(s): Ko Hyung-Jin | Asistencia: 3 000 espectadores Árbitro(s): Ko Hyung-Jin |

### Tabla de segundos puestos
Debido a que el grupo C contaba con un equipo menos que las zonas restantes, para determinar al mejor de los equipos clasificados en segunda posición de la fase de grupos, se armó una tabla especial en la que no se consideraron los resultados de los segundos de los grupos A y B contra los últimos de sus respectivas zonas.
| Pos. | Equipo | Pts. | PJ | G | E | P | GF | GC | Dif. | Clasificación |
| ---- | ------ | ---- | -- | - | - | - | -- | -- | ---- | ------------- |
| 1    | Irak   | 4    | 2  | 1 | 1 | 0 | 2  | 1  | +1   | Semifinales   |
| 2    | Kuwait | 3    | 2  | 1 | 0 | 1 | 2  | 3  | −1   |               |
| 3    | Irán   | 2    | 2  | 0 | 2 | 0 | 0  | 0  | 0    |               |

 Fuente: 

## Fase de eliminatorias

### Cuadro de desarrollo
|  | Semifinales                        | Semifinales |                                    |       | Final | Final |
|  |                                    |             |                                    |       |       |       |
|  | 18 de diciembre – Al Farwaniyah    |             |                                    |       |       |       |
|  |                                    |             |                                    |       |       |       |
|  | Omán                               | 0           |                                    |       |       |       |
|  | Omán                               | 0           | 20 de diciembre – Ciudad de Kuwait |       |       |       |
|  | Irak                               | 2           |                                    |       |       |       |
|  | Irak                               | 2           | Irak                               | 0     |       |       |
|  | 18 de diciembre – Ciudad de Kuwait |             | Irak                               | 0     |       |       |
|  |                                    | Siria       | 1                                  |       |       |       |
|  | Baréin                             | Siria       | 1                                  | 1 (2) |       |       |
|  | Baréin                             |             |                                    | 1 (2) |       |       |
|  | Siria (p.)                         | 1 (3)       |                                    |       |       |       |
|  | Siria (p.)                         | 1 (3)       | Partido por el tercer puesto       |       |       |       |
|  |                                    |             |                                    |       |       |       |
|  | 20 de diciembre – Al Farwaniyah    |             |                                    |       |       |       |
|  |                                    |             |                                    |       |       |       |
|  | Omán                               | 1           |                                    |       |       |       |
|  | Omán                               | 1           |                                    |       |       |       |
|  | Baréin                             | 0           |                                    |       |       |       |

### Semifinales
| 18 de diciembre de 2012 | Omán | 0:2 (0:1) | Irak                 | Estadio Ali Al-Salem Al-Sabah, Al Farwaniyah                    |                                                                 |
| 17:30 AST (UTC+3:00)    |      | Reporte   | Radhi 6' · Yasin 39' | Asistencia: 500 espectadores Árbitro(s): Abdulla Hassan Mohamed | Asistencia: 500 espectadores Árbitro(s): Abdulla Hassan Mohamed |

| 18 de diciembre de 2012 | Baréin                                    | 1:1 (1:1, 0:0) (t. s.)(2:3 p.) | Siria                                      | Estadio Al-Sadaqua Walsalam, Ciudad de Kuwait         |                                                       |
| 19:30 AST (UTC+3:00)    | Al Safi 67'                               | Reporte                        | Al Douni 72'                               | Asistencia: 6 000 espectadores Árbitro(s): Ali Shaban | Asistencia: 6 000 espectadores Árbitro(s): Ali Shaban |
|                         |                                           | Tiros desde el punto penal     |                                            |                                                       |                                                       |
|                         | Husain · Moosa · Saad · Al Alawi · Salman |                                | Jafal · Salih · Habib · Khadouj · Al Douni |                                                       |                                                       |

### Tercer puesto
| 20 de diciembre de 2012 | Omán      | 1:0 (0:0) | Baréin | Estadio Ali Al-Salem Al-Sabah, Al Farwaniyah              |                                                           |
| 16:10 AST (UTC+3:00)    | Qasim 68' | Reporte   |        | Asistencia: 100 espectadores Árbitro(s): Banjar Al-Dosari | Asistencia: 100 espectadores Árbitro(s): Banjar Al-Dosari |

### Final
| 20 de diciembre de 2012 | Irak | 0:1 (0:0) | Siria        | Estadio Al-Sadaqua Walsalam, Ciudad de Kuwait          |                                                        |
| 18:45 AST (UTC+3:00)    |      | Reporte   | Al Salih 74' | Asistencia: 5 000 espectadores Árbitro(s): Minoru Tojo | Asistencia: 5 000 espectadores Árbitro(s): Minoru Tojo |

## Campeón
|                                   |
| Bandera de Siria                  |
| Campeón invicto Siria 1.er título |

## Estadísticas

### Tabla general
| Pos. | Equipo         | Pts | PJ | PG | PE | PP | GF | GC | Dif. | Rend.  |
| ---- | -------------- | --- | -- | -- | -- | -- | -- | -- | ---- | ------ |
| 1    | Siria          | 8   | 4  | 2  | 2  | 0  | 5  | 3  | 2    | 66,66% |
| 2    | Irak           | 7   | 4  | 2  | 1  | 1  | 4  | 2  | 2    | 58,33% |
| 3    | Omán           | 9   | 5  | 3  | 0  | 2  | 5  | 4  | 1    | 60%    |
| 4    | Baréin         | 8   | 5  | 2  | 2  | 1  | 3  | 2  | 1    | 53,33% |
| 5    | Kuwait         | 6   | 3  | 2  | 0  | 1  | 4  | 4  | 0    | 66,66% |
| 6    | Irán           | 5   | 3  | 1  | 2  | 0  | 2  | 1  | 1    | 55,55% |
| 7    | Arabia Saudita | 4   | 3  | 1  | 1  | 1  | 1  | 1  | 0    | 44,44% |
| 8    | Palestina      | 3   | 3  | 1  | 0  | 2  | 3  | 4  | –1   | 33,33% |
| 9    | Líbano         | 3   | 3  | 1  | 0  | 2  | 2  | 3  | –1   | 33,33% |
| 10   | Jordania       | 0   | 2  | 0  | 0  | 2  | 1  | 3  | –2   | 0%     |
| 11   | Yemen          | 0   | 3  | 0  | 0  | 3  | 1  | 4  | –3   | 0%     |

### Goleadores
4 goles
- Ahmad Al Douni
- Qasim Said

2 goles
- Jaycee Okwunwanne
- Yousef Nasser

1 gol
- Abdulwahab Al Safi
- Yaghoub Karimi
- Omid Nazari
- Hammadi Ahmed
- Amjad Radhi
- Ahmed Yasin
- Khalil Bani Attiah
- Bader Al-Mutawa
- Abdulhadi Khamis
- Abbas Atwi
- Adnan Haidar
- Mohammed Al Seyabi
- Eyad Abugharqud
- Ashraf Nu'man
- Imad Zatara
- Abdullah Otayf
- Ahmad Al Salih

Autogol
- Hamdi Al Masri (ante Irak)